# Roseland (Louisiana)
Roseland és una població dels Estats Units a l'estat de Louisiana. Segons el cens del 2000 tenia 1.162 habitants.

## Demografia
Segons el cens del 2000, Roseland tenia 1.162 habitants, 416 habitatges, i 304 famílies. La densitat de població era de 210,6 habitants/km².
Dels 416 habitatges en un 36,1% hi vivien nens de menys de 18 anys, en un 38,2% hi vivien parelles casades, en un 29,1% dones solteres, i en un 26,9% no eren unitats familiars. En el 24,3% dels habitatges hi vivien persones soles el 7,7% de les quals corresponia a persones de 65 anys o més que vivien soles. El nombre mitjà de persones vivint en cada habitatge era de 2,79 i el nombre mitjà de persones que vivien en cada família era de 3,35.
Per edats la població es repartia de la següent manera: un 32% tenia menys de 18 anys, un 11,4% entre 18 i 24, un 24,5% entre 25 i 44, un 21,3% de 45 a 60 i un 10,8% 65 anys o més.
L'edat mediana era de 30 anys. Per cada 100 dones de 18 o més anys hi havia 85 homes.
La renda mediana per habitatge era de 20.511 $ i la renda mediana per família de 22.333 $. Els homes tenien una renda mediana de 21.058 $ mentre que les dones 15.469 $. La renda per capita de la població era de 9.552 $. Entorn del 36,8% de les famílies i el 40,2% de la població estaven per davall del llindar de pobresa.

## Poblacions més properes
El següent diagrama mostra les poblacions més properes.